# 松尾儀助
松尾 儀助（まつお ぎすけ、1836年 - 1902年1月15日）は日本の実業家。従五位。明治初期の日本品輸出会社「起立工商会社」社長。

## 概要
1836年（天保7年）、佐賀生まれ。1873年（明治6年）、ウィーン万国博覧会に茶商として参加。日本パビリオン内に日本庭園を造り、日本のアピールを行った。
ウィーン万博博覧会終了後、好評を博した屋外展示の日本建築及び庭園はイギリスのアレクサンドル・パーク社 (Alexandra Palace and Park) によって買い取られ、同行した大工棟梁の山添喜三郎がロンドンに解体移築した。博覧会事務局が売却できないため、大隈重信が「茶商」として派遣されていた松尾儀助に会社をつくる事を働きかけた。こうして松尾儀助が提起して「起立工商会社」が設立され、自らその社長となった。松尾儀助は、日本庭園をはじめ、博覧会で売れ残った品々も売買した。

## 関連作品

### 漫画
- 『ニュクスの角灯』（高浜寛）

## 関連文献
- 田川永吉『政商 松尾儀助伝』（文芸社、2009年） ISBN 428607417X
- フエノロサ 述、大森惟中 記『美術真説』龍池会（出版人 松尾儀助）、1882年11月。